# Ayo Edebiri
Ayo Edebiri (Dorchester, 3 oktober 1995) is een Amerikaanse actrice, comédienne en tv-scenarioschrijver. Sinds 2022 speelt ze chef-kok Sydney Adamu in de dramedyserie The Bear, waarvoor ze een Golden Globe, een Primetime Emmy Award en twee Screen Actors Guild Awards heeft gewonnen.

## Biografie

### Persoonlijk leven
Edebiri werd op 3 oktober 1995 geboren in Boston (Massachusetts), als dochter van een Barbadiaanse moeder en een Nigeriaanse vader. Ze is enig kind en groeide op in de wijk Dorchester. Haar familie is lid van de pinkstergemeente en ze bezocht regelmatig samen met haar ouders kerkdiensten. Edebiri raakte voor het eerst geïnteresseerd in komedie tijdens een dramales in de eighth grade, wat haar ertoe bracht lid te worden van de improvisatieclub op de Boston Latin School. Ze studeerde aan de New York-universiteit, waar ze aanvankelijk van plan was studies voor lesgeven te volgen voordat ze voor haar hoofdvak zou overstappen op toneelschrijven. Tijdens haar eerste jaar op de universiteit had ze al ambities voor een carrière in de komedie en liep daarom stage bij de Upright Citizens Brigade. Ze identificeert zich als queer.

### Carrière
In 2014 speelde Edebiri in een aflevering van de serie Defectives. Ze begon haar carrière als stand-upcomedian en speelde een stand-upset op Comedy Central's Up Next. 
Als scenarioschrijver schreef ze mee aan het script voor enkele seizoenen van de televisieseries The Rundown with Robin Thede en Sunnyside. Edebiri maakte deel uit van het schrijversteam van Big Mouth voor het vierde seizoen van de animatieserie.
In 2022 brak Edebiri door als hoofdrolspeler in de dramedyserie The Bear waarvoor ze verscheidene prijzen won en positieve kritieken kreeg. Gedurende deze tijd werd ze schrijver en adviserend producent van de Hulu-serie What We Do in the Shadows, waarmee ze een nominatie verdiende voor de Writers Guild of America Award voor beste episodische komedie voor de aflevering "Private School". Edebiri coproduceerde en schreef mee aan Mulligan (2023), een animatieserie voor Netflix. Ze had ook stemrollen in de interactieve Netflix-special We Lost Our Human. Ook in 2023 verscheen ze in een aflevering van de Mel Brooks Hulu-serie History of the World, Part II en de Black Mirror-aflevering "Joan Is Awful". Ze had stemrollen in Kiff, Clone High, Spider-Man: Across the Spider-Verse en Teenage Mutant Ninja Turtles: Mutant Mayhem. Vanaf 2020 speelde ze mee in speelfilms, met onder andere een hoofdrol in Bottoms in 2023.

## Filmografie

### Films
- 2024: Inside Out 2 - als Envy (stem)
- 2023: Theater Camp - Janet Walch
- 2023: Bottoms - Josie
- 2023: The Sweet East - Molly
- 2023: Spider-Man: Across the Spider-Verse - Glory Grant (stem)
- 2023: Teenage Mutant Ninja Turtles: Mutant Mayhem - April O'Neil (stem)
- 2022: Hello, Goodbye, and Everything in Between - Stella
- 2021: How It Ends
- 2021: As of Yet - Khadijah
- 2020: Shithouse - Emily
- 2020: Cicada - Nikki

### Televisie
- 2024: Saturday Night Live - presentatie
- 2023-heden: Clone High - Harriet Tubman (stem)
- 2023: Abbott Elementary - Ayesha Teagues
- 2023: 'History of the World, Part II - Japheth's vrouw
- 2023: Mulligan - Generaal Scarpaccio/Jayson Moody (stem)
- 2023: Kiff - Professor Totsy (stem)
- 2023: I Think You Should Leave with Tim Robinson - VR Shopping Spree Host
- 2023: Black Mirror - Sandy
- 2022-heden: The Bear - Sydney Adamu
- 2022: Pause with Sam Jay - partygast
- 2021: Dickinson - Hattie (alsook scenarioschrijver)
- 2021: The Premise - Eve Stone
- 2020–2023: Bigtop Burger - Frances (stem)
- 2020-2025: Big Mouth - Missy Foreman-Greenwald (stem)
- 2014: Defectives - Stacey

## Prijzen en nominaties
De belangrijkste:
| Jaar | Prijs                          | Categorie                                       | Film/serie | Uitslag     |
| ---- | ------------------------------ | ----------------------------------------------- | ---------- | ----------- |
| 2024 | Screen Actors Guild Awards     | Beste vrouwelijke acteur in een komedieserie    | The Bear   | Gewonnen    |
| 2024 | Primetime Emmy Awards          | Beste vrouwelijke bijrol in een komedieserie    | The Bear   | Gewonnen    |
| 2024 | Golden Globe Awards            | Beste actrice in een komische of muzikale serie | The Bear   | Gewonnen    |
| 2024 | Satellite Awards               | Beste actrice in een komische of muzikale serie | The Bear   | Genomineerd |
| 2023 | Critics Choice Awards          | Beste vrouwelijke bijrol in een komedieserie    | The Bear   | Genomineerd |
| 2023 | Film Independent Spirit Awards | Beste bijrol in een nieuwe gescripte serie      | The Bear   | Gewonnen    |